# 조지 알바레즈
조지 알바레즈(George Alvarez, 1960년 1월 25일 ~ )는 미국의 텔레비전 배우, 영화배우, 배우이다.
쿠바에서 태어났다.

## 영화
- 투나잇 잇츠 유 (2016년)
- 위 아 애니멀스 (2013년)
- 크랜쇼 나이츠 (2008년)
- 에픽 무비 (2007년)
- 익스폴르딩 오이디푸스 (2001년)